# Moissac-Vallée-Française
Moissac-Vallée-Française là một xã ở tỉnh Lozère trong vùng Occitanie, phía nam nước Pháp. Khu vực này có độ cao trung bình 300 mét trên mực nước biển.